# Herkulesspinnare
Herkulesspinnare (Coscinocera hercules) är en fjäril i familjen påfågelsspinnare som förekommer på Nya Guinea och i norra Australiens tropiska områden. Hanarna har ett vingspann på 20 centimeter och honan som blir större än hanen kan ha ett vingspann på upp till 27 centimeter. Sett till vingytan så brukar den räknas som störst av alla fjärilar, då ett infångat exemplar hade en vingyta som uppmättes till cirka 645 kvadratcentimeter. Detta motsvarar ett A4-papper. Förutom storleken kan hanen och honan även skiljas åt på antennerna. Hanen har typiska fjäderlika antenner för att kunna uppfatta feromoner från honor och bakvingarnas spetsar hos hanarna är utdragna till långa spröt. Vingarna är brunaktiga med ett vitt, oregelbundet streck som går från framkanten till bakkanten och avgränsar den yttre delen av vingen från den inre delen. Mitt på varje vinge finns en genomskinlig ögonfläck.
Herkulesspinnarens larv blir i det sista larvstadiet upp till 10 centimeter lång och är grönblåaktig med vitaktiga till lite gulaktiga tagglika utväxter och en rad ögonfläckar längs sidan. I tidiga stadier påminner den om atlasspinnarens unga larv och är vitaktig.